# Adolf Langsted
Adolf Christoffer Langsted (født 4. februar 1864 i København, død 7. april 1919), var en dansk forfatter og skolebestyrer. Han skrev romaner, digte og dramaer. Han blev student ved Borgerdydskolen i København i 1882 og cand.phil. i 1883. Langsted var redaktør af Wisbechs Almanak fra 1885 og skoleinspektør ved Mariboes Latin- og Realskole fra 1889. Han blev gift med Hedevig Margrethe Toxværd i 1892.

## Liv og gerning
Han var søn af oberst L.C. Langsted og Ida Vilhelmine f. Leth.
Han blev student fra Borgerdydskolen i Kjøbenhavn 1882, studerede fransk, oversatte Racines bibelske tragedier "Esther" (1888) og "Athalie" (1891) på rimede vers, desuden poetiske arbejder af Th. de Banville, F. Coppée og C. Mendès. Han foretog rejser til Provence, Italien og Schweiz, dog flest gange til Paris.
Han udgav i 1890 digtsamlingen "Vedbend", et bind åndelige sange og digte, som vandt almindelig anerkendelse, i 1893 digtsamlingen "Bukkar" med et forord af Chr. Richardt, hvori det hedder om Langsted, "at han blandt de yngre er den, der paa den religiøse Digtnings Omraade vistnok er den videst fremskredne; med ikke ringe Inderlighed forbinder han Evne til at iklæde Tanker og Billeder en som oftest fin og smuk Versform".
Han har desuden udgivet et par større originale digte: "En Valfart til Bibelens hellige Land" (1891) og "Liv, en Præstegaardsidyl" (1894).
Han har virket som lærer ved flere skoler, fra 1889-95 som inspektør ved Maribos Latin- og Realskole.
Han blev i december 1892 gift med Hedevig Margrethe Toxwærd, datter af kaptajn Toxwærd.

### Digtsamlinger
- Juleroser (1884)
- Et Korstog (1887)
- Vedbend. Aandelige Sange og Digte (1890)
- En Valfart til Bibelens hellige Land (1891)
- Liv (1894)

### Romaner
- Helteskikkelser (1886)
- Hugi (1886)
- Snehvide (1886)
- Karl af Valois (1888, dramatik)
- Bayard eller Ridderen uden Frygt og Lyde (1890)
- Enfold (1890)
- Julekongens Dom (1890)
- Læsning for Ungdommen (1890)
- Nissehuen (1890)
- Peter Willemoës (1890)
- Den sidste Korsridder (1890)
- Konger uden Land (1891)
- Kong Bjørn (1892)
- Philip og Olaf (1893)
- Bukkar (1894)
- Jernmasken (1894)
- Vedbend (1896)
- Kristian den Fjerde (1899)
- Lyng (1901)
- Robinson (1904)
- Hjemløs (1905)